# Go'morron Sverige (1977–1996)
För andra betydelser, se Gomorron Sverige.
Go'morron Sverige var ett TV-morgonprogram som sändes på lördagar i Sveriges Television mellan 1977 och 1996, främst från SVT Göteborg. Programmet kan beskrivas som en kopia av det amerikanska programmet Today Show som sedan 1951 sänds på NBC.
Go'morron Sverige hade premiär den 10 september 1977. Programmet sändes från Göteborg på lördagar med start klockan 08.00. Programmet innehöll bland annat musiktävlingar, studiogäster, barninslag, tecknad film (Hacke Hackspett, Mordillo, Gråben och Hjulben) och musikunderhållning. Telefonnumret 031-170920 i tävlingarna uttalades av husbandet i kör.
Den 1 mars 1986 ställdes sändningen in till följd av mordet på Sveriges statsminister Olof Palme föregående kväll. Sista programmet sändes den 28 december 1996.
Från hösten 1993 till våren 1994 sändes Go'morron Sverige varannan lördag från Göteborg och varannan lördag från Malmö. Detta var exakt samma morgonprogram som på vardagarna, där Gomorron Sverige hade premiär måndagen den 1 mars 1993.

## Programledare
Programledare genom åren var:
- Lennart Hyland (1977 – våren 1980)
- Per Ragnar (1980–1984)
- Berit Gullberg (1984–1985)
- Fredrik Belfrage (1985–1989)
- Lennart Broström (1989 – våren 1990)
- Jan Jingryd (hösten 1990–1996)
- Maria Scherer (hösten 1993 – varannan lördag från Malmö)
- Gunnel Werner och Christoffer Barnekow (våren 1994 – varannan lördag från Malmö)